# Circuit urbain du parc des expositions de Toronto
Le Circuit urbain du Parc des Expositions de Toronto (en anglais:Exhibition Place) est un Circuit automobile urbain temporaire tracé dans les rues de Toronto autour du Parc des expositions.
Ce circuit accueille chaque année le Grand Prix automobile de Toronto, course du championnat IndyCar Series.

## Historique

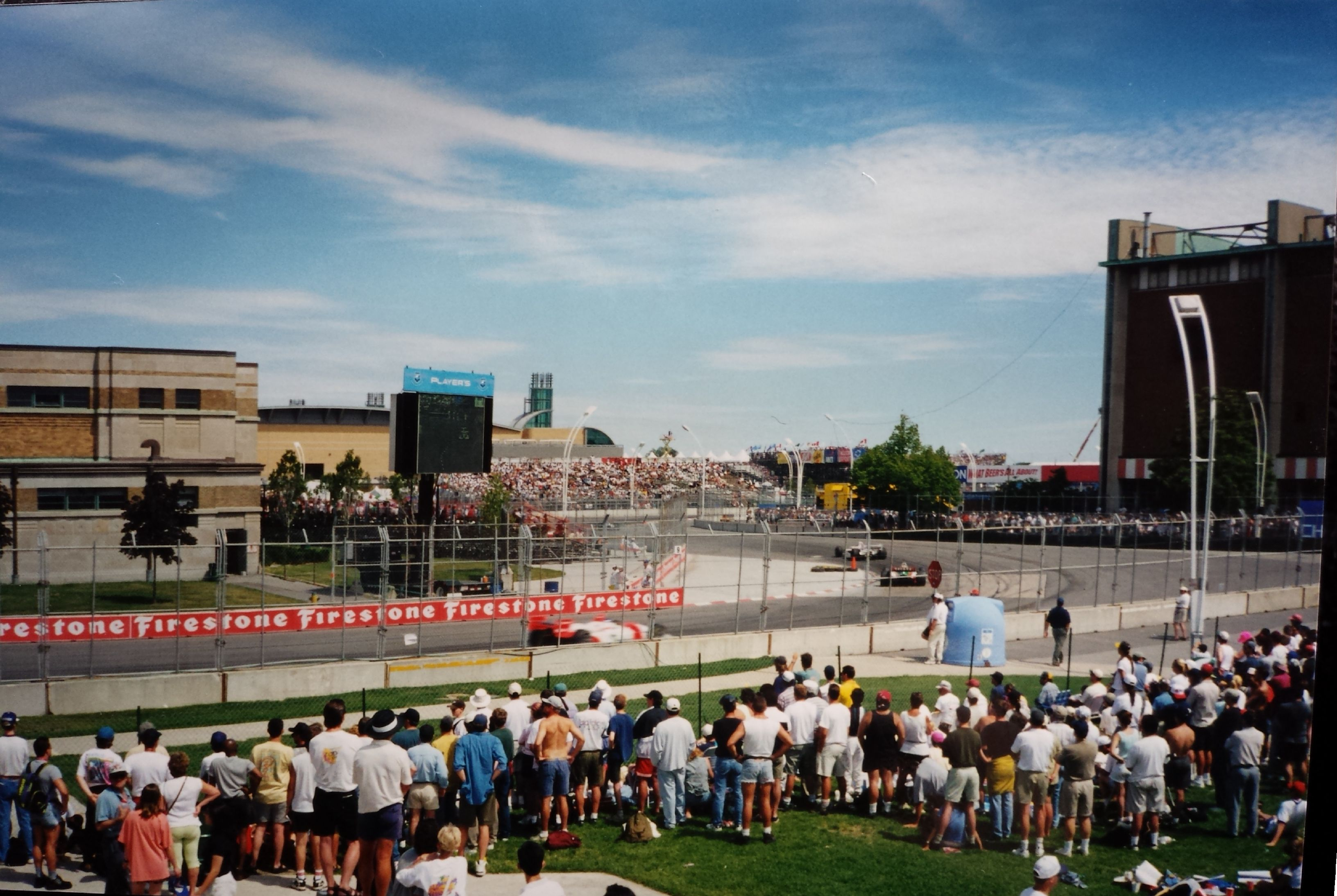
1997 Toronto Molson Indy

L'histoire du circuit de Toronto est fortement liée à celle du Grand Prix. En 1986, le circuit est utilisé pour la première fois à l'occasion du GP de Toronto de Champ Car.
Évolution du tracé
Le tracé n'a pas subi de modification majeures pendant les années du GP.

## Description
Le circuit utilise de longues avenues et passe sur le parking du parc des expos ainsi que dans des petites ruelles.